# Bränntjärnen (Degerfors socken, Västerbotten, 716553-168950)
Bränntjärnen är en sjö i Vindelns kommun i Västerbotten och ingår i Sävaråns huvudavrinningsområde.